# Omar Benson Miller
Omar Benson Miller (7 oktober 1978) is een Amerikaans acteur. Hij is vooral bekend dankzij zijn rol als Walter Simmons in CSI: Miami. 

## Filmografie
- LEGO Star Wars Summer Vacation (2022) als Finn (stem)
- The LEGO Star Wars Holiday Special (2020) als Finn (stem)
- Homefront (2013) als Teedo
- The Sorcerer's Apprentice (2010)
- Blood Done Sign My Name (2010) als Herman Cozart
- The Lion of Judah (2011) als Horace
- Liquor Store Cactus (2009) as Mr. Noyes
- The Bro Code (2009) as Omar
- CSI: Miami (2009–2012) als Walter Simmons
- Eleventh Hour (2009) als [Special Agent Felix Lee
- The Express (2008) als John Brown
- Miracle at St. Anna (2008) als Private First Class Samuel "Sam" Train
- Transformers (2007) als Glen's cousin
- Things We Lost in the Fire (2007) als Neal
- Law & Order: Special Victims Unit (2006) als Rudi Bixton
- Sex, Love & Secrets (2005) als Coop
- American Pie Presents: Band Camp (2005) als Oscar
- Get Rich or Die Tryin' (2005) als Keryl
- Shall We Dance? (2004) als Vern
- 8 Mile (2002) als Sol George
- Sorority Boys (2002) als Big Johnson
- The West Wing (2002) als Orlando Kettles
- Just Lose It (clip) (2002) als Sol George

- Biblioteca Nacional de España: XX4834862
- International Standard Name Identifier: 0000 0000 5410 2062
- Library of Congress Control Number: no2003071729
- Nationale Bibliotheek van Tsjechië: xx0049251
- Virtual International Authority File: 7082559
- WorldCat: E39PBJkHm4Y9T4m3HrcTt6w6Kd